# Mabile de Bellême
Mabile Talvas de Bellême († 2. Dezember 1079) war die Ehefrau des mächtigen normannischen Barons Roger de Montgomerie, 1. Earl of Shrewsbury.

## Biographie
Mabile war die Tochter von Guillaume II. Talvas de Bellême und Hildeburge, folglich gehörte sie zum Haus Bellême, das vom Geschichtsschreiber Ordericus Vitalis so verabscheut wurde, dass man von ihm keine Lobeshymnen erwarten kann. Nach Vitalis hatte Mabile nicht nur die Laster ihres Vaters geerbt, sondern diesen auch noch die Mängel ihres Geschlechts hinzugefügt; seiner Beschreibung nach war sie grausam, schurkisch, amoralisch, arrogant und schwatzhaft.

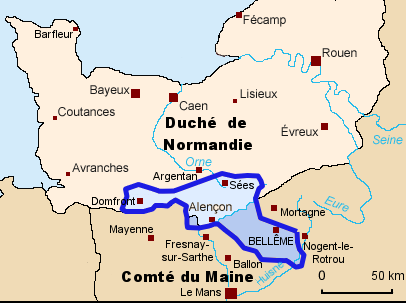
Ausdehnung der Seigneurie Bellême um 1050

Um 1050 heiratete sie einen der wichtigsten Barone der Normandie, Roger II. de Montgommery, einen engen Berater des Herzogs Wilhelm II. Für die normannischen Geschichtsschreiber war diese Ehe vom Vater der Braut geplant worden, um Verbündete nach dem Verlust seines Besitzes zu gewinnen. Die heutigen Historiker sehen die Heirat eher als Versuch Herzog Wilhelms, die Unabhängigkeit des Hauses Bellême zu beschneiden. Die Verbindung zwischen der Erbin Bellêmes und seinem Vertrauten Roger de Montgomerie sicherte Wilhelm den Frieden im Süden des Landes. Der Historiker Lucien Musset geht noch weiter: „dadurch trat die mächtigste Familie Maines in den Orbit der Normandie ein“. 
Tatsächlich war das Paar dem Herzog treu ergeben. Wie der Landesherr, so stellten sie mehrere Klöster wieder her: Almenêches, Troarn und Saint-Martin in Sées. Auf der anderen Seite machten sie sich einige Barone zu Gegnern: Robert de Grandmesnil und seinen Bruder Hugues de Grandmesnil, Raoul II. de Tosny, Ernaud Fitz-Giroie. Ordericus Vitalis sieht darin jedoch das Werk Mabiles, die – seinen Angaben nach – versucht haben soll, Ernauld Fitz-Giroie zu vergiften und damit dem Kampf zwischen den Familien Giroie und Bellême eine weitere Episode hinzufügte. 
Um 1070, nach dem Tod ihres Onkels Yves de Bellême, Bischof von Sées, erbte Mabile vermutlich die Herrschaft Bellême. 1071 oder 1074 wurde sie als Ehefrau Rogers Countess of Shrewsbury.

### Tod und Würdigung
Während Mabiles Aufenthalts auf ihrer Burg Bures bei Caen gelang es Angehörigen der Familie Giroie, Hugues de Saugei und seinen beiden Brüdern, in die Burg einzudringen und Mabile zu köpfen. Diese Todesart war normalerweise Männern vorbehalten. Sie wurde in Troarn in dem von ihr und Roger finanzierten Kloster bestattet.
Ihr von Ordericus Vitalis überliefertes Epitaph unterstreicht die Eigenheiten dieser Frau: „ihr Charakter war energisch, ihr Geist wachsam, ihre Tätigkeit unermüdlich, ihre Beredsamkeit überzeugend, ihre Weisheit vorausschauend. Klein von Gestalt, war sie groß durch ihre Tugenden; großartig und prächtig, liebte sie den Schmuck. Sie war der Schutzschild ihres Vaterlandes, die Prachtstraße seiner Grenze, und für ihre Nachbarn mal angenehm, mal fürchterlich.“

## Nachkommen
Roger und Mabile hatten zwölf Kinder, darunter:
1. Robert de Bellême († nach 1130), 1079 Herr von Bellême, Alençon und (bis 1092) Domfront, 1094 Herr von Montgommery, Vizegraf von Hiémois, 1098 3. Earl of Shropshire und Shrewsbury, 1101 Graf von Ponthieu; ⚭ Agnès de Ponthieu († 1100/03), Tochter von Graf Gui I.
2. Hugo (1079 bezeugt, X 1098), 1094 2. Earl of Shropshire and Shrewsbury
3. Roger Poitevin († 1123), 1113 Graf von La Marche; ⚭ Almodis, 1088 Gräfin von La Marche († 1117/29), Tochter von Graf Aldebert II.
4. Philipp Grammaticus († 1099 vor Antiochia)
5. Arnoul (Arnulf), 1079/1119 bezeugt, 1102 aus England verbannt, geht nach Schottland, der Stammvater der schottischen Montgomery
6. Emma († 1113), 1074 Äbtissin von Almenèches
7. Mathilde († wohl 1085); ⚭ Robert, Graf von Mortain, Earl of Cornwall (Haus Conteville)
8. Mabile; ⚭ Hugues, Herr von Châteauneuf-en-Thymerais
9. Sibylle († nach 1140), Gründerin von Tewkesbury Abbey; ⚭I Robert FitzHamon de Torigni, Lord of Gloucester, Herr von Creuilly, Gouverneur von Caen; ⚭ II Jean, Herr von Raimes († 1131)